# Lukas Leibe
Lukas Leibe (* 1992 in München) ist ein deutscher Schauspieler.

## Leben
Lukas Leibe, der in Braunschweig aufwuchs, absolvierte seine Schauspielausbildung, die er mit Auszeichnung abschloss, von 2011 bis 2014 an der Schauspielschule Charlottenburg. Während seiner Ausbildung trat er 2014 in einer Produktion des Jugendclubs am Hans-Otto-Theater in Potsdam auf.
In der Spielzeit 2014/15 gastierte er am Theater für Niedersachsen in Hildesheim als Trenk in der Märcheninszenierung Der kleine Ritter Trenk nach dem Kinderbuch von Kirsten Boie. Von 2015 bis 2019 war Leibe als Fähnrich Ullman neben Hardy Krüger jr., Marco Michel, Benedikt Zimmermann und Konstantin Gerlach in einer Bühnenfassung von Das Boot in einer Produktion der A.gon Theaterproduktion München auf Deutschland-Tournee. Von 2017 bis 2020 gastierte Leibe mehrfach an der Komödie am Altstadtmarkt in Braunschweig, u. a. als Streber Poldi in Lausbubengeschichten (neben Hansi Kraus) und als Schüler Knebel in Die Feuerzangenbowle.
Leibe ist außerdem in Film- und Fernsehrollen zu sehen. In der 19. Staffel der TV-Serie In aller Freundschaft (2016) übernahm er an der Seite von Marko Dyrlich eine Episodenrolle als junger Boxer Jonny. Im 7. Film der ARD-Filmreihe Die Drei von der Müllabfuhr mit dem Titel Die Drei von der Müllabfuhr – Zu gut für die Tonne (2022) verkörperte er den Studenten Tim, den Neffen der „Späti“-Inhaberin Gabi Hertz (Adelheid Kleineidam). Von August 2023 (Folge 4082) bis Januar 2025 (Folge 4363) spielte er in der ARD-Telenovela Sturm der Liebe die Rolle des charmanten, aber sprunghaften Hotelpagen Theodor „Theo“ Licht.
Leibe ist auch als Hörspielsprecher und als Synchronsprecher tätig. Er lebt in Berlin.

## Filmografie (Auswahl)
- 2016: In aller Freundschaft (Fernsehserie, Folge Aufgewacht)
- 2018: Bohemian Browser Ballett
- 2020: Aurel (Webserie)
- 2022: Die Drei von der Müllabfuhr – Zu gut für die Tonne (Fernsehreihe)
- 2023–2025: Sturm der Liebe (Fernsehserie)
- 2024: Akiko, der fliegende Affe